# Balog Csaba (labdarúgó)
Balog Csaba (Törökszentmiklós, 1972. október 24. –) magyar bajnok labdarúgó, középpályás.

## 1992-1993 Zala megye, Lenti TE csapatával megyei bajnokságot nyert.
1995 és 1997 között a Nagykanizsai Olajbányász, 1997 és 1999 között a Haladás labdarúgója volt. 1999 és 2006 között a Zalaegerszegi TE csapatában szerepelt és tagja volt a 2001–02-es bajnokcsapatnak. 2006-ban az FC Ajka, 2006–07-ben a Hévíz FC, 2008–09-ben a Móri SE játékosa volt.
1995 és 2005 között 275 élvonalbeli mérkőzésen szerepelt. 

## Sikerei, díjai
Zalaegerszegi TE
- Magyar bajnokság
  - bajnok: 2001–02